# Doris Vasiloff
 (décembre 2015).
Doris Blanchet Vasiloff est une réalisatrice et journaliste née à Montréal. Elle a fait carrière en télévision, tour à tour, journaliste, animatrice, réalisatrice, recherchiste, et ce, à Montréal (Radio-Canada, TVA, Quatre Saisons, TV5 et Vidéotron) et New York où elle a séjourné quelques années. Doris Vasiloff a bénéficié de l'expertise de conservateurs avisés grâce aux postes qu'elle a occupés au Metropolitan Museum of Art ainsi qu'au Museum de l'Asia Society à New York et les International Fine Art Fair ou elle représentait des galeries new yorkaises.  
À son retour à Montréal en 2002, elle crée la galerie d'art virtuelle Majellart (2003) et se consacre à la peinture, sculpture et photographie sous le pseudonyme de MAJ, tout en représentant plusieurs artistes. Ses toiles sont vendues auprès de collectionneurs privés en Amérique et en Europe.
Doris Vasiloff a écrit de nombreux articles d'art dans les revues québécoises ainsi que des journaux comme La Presse. 
Au cinéma on se souvient des films où elle a joué, Bach et Bottine, L'Homme de papier (ONF), D'Amour et d'amertume, Baby sitter, La Toile blanche (ONF), et de plusieurs rôles à la télévision (Radio-Canada, TVA, Quatre Saisons, TV5).
Elle a écrit aussi pour le théâtre (Amazone, Anémone Téléphone) et le cinéma D'Amour et d'Amertume. Elle a consacré plusieurs années à la recherche et l'écriture d'un livre sur Calamity Jane, elle a également d'autres fictions en cours de rédaction.
Doris Vasiloff a notamment produit une exposition de photographies sur la Bulgarie, pays d'origine de son grand-père Todor Markoff Vasiloff, présentée en 1987 au Musée de la civilisation à Montréal.